# Condylostylus gracilis
Condylostylus gracilis är en tvåvingeart som först beskrevs av Aldrich 1904.  Condylostylus gracilis ingår i släktet Condylostylus och familjen styltflugor. Inga underarter finns listade i Catalogue of Life.